# Chór Miasta Siedlce
Chór Miasta Siedlce (ChMS) – reprezentacyjny zespół artystyczny miasta Siedlce.
Śpiewają w nim uczniowie siedleckich szkół średnich, studenci i pasjonaci muzyki chóralnej związani z życiem miasta i regionu. Chór Miasta Siedlce wykonuje muzykę a cappella sakralną i świecką różnych epok, utwory współczesne oraz folklor, jak również wielkie formy wokalno-instrumentalne. Twórcą, dyrygentem i autorem drogi artystycznej zespołu był Mariusz Orzełowski.
Chór Miasta Siedlce występował na scenach m.in. Filharmonii Narodowej w Warszawie, Sali Kongresowej w Warszawie, Teatrze Wielkim – Operze Narodowej, Teatrze Polskim w Warszawie, Auli Politechniki Warszawskiej, Studiu Koncertowym Polskiego Radia im. Witolda Lutosławskiego czy w Auli Pawła VI w Watykanie.
Zespół współpracował i współpracuje z najlepszymi orkiestrami, chórami, solistami i dyrygentami w Polsce, m.in. z Orkiestrą Symfoniczną Filharmonii Narodowej, Orkiestrą Kameralną Filharmonii Narodowej, Orkiestrą Symfoniczną Teatru Wielkiego – Opery Narodowej, Polską Orkiestrą Radiową, Orkiestrą Symfoniczną Filharmonii Świętokrzyskiej, Orkiestrą Teatru Muzycznego w Lublinie, Chórem Akademickim Uniwersytetu Warszawskiego, Chórem Akademickim Uniwersytetu Kardynała Stefana Wyszyńskiego, Chórem Akademickim Politechniki Warszawskiej, Chórem Akademickim Katolickiego Uniwersytetu Lubelskiego, Warszawskim Chórem Międzyuczelnianym, Chórem Astrolabium Wyższej Szkoły Bankowej w Toruniu, a także z Jose Curą, Łukaszem Borowiczem, prof. Reginą Smendzianką, Małgorzatą Ostrowską, Pawłem Kukizem, Mieczysławem Szcześniakiem, Justyną Steczkowską, Krystyną Prońko czy Anną Faber.
W swoim dorobku Chór ma takie dzieła jak Requiem G. Verdiego, Requiem W.A. Mozarta, Requiem Johna Ruttera, Carmina Burana C. Orffa, IX symfonię L. Van Beethovena, Msza Nelsońska J. Haydna oraz Magnificat Johanna Sebastiana Bacha.
Chór Miasta Siedlce wykonywał również opery i operetki – Straszny dwór Stanisława Moniuszki, Kniaź Igor Aleksandra Borodina czy Borys Godunow Modesta Musorgskiego. Zespół sięgał po projekty współczesne – Herbertorium Waldemara Koperkiewicza, Oratorium o Bożym Narodzeniu Tomasza Momota i Msza Polska według twórczości Jana Twardowskiego Hadriana Filipa Tabęckiego.
W czerwcu 2009 zespół wziął udział w koncercie Muzyka Łączy Pokolenia, gdzie razem z Orkiestrą Symfoniczną Filharmonii Świętokrzyskiej wykonał arie, operetki i opery świata, a całością zadyrygował Mariusz Orzełowski i Jacek Rogala. Koncert wieńczył obchody 10. rocznicy wizyty apostolskiej Jana Pawła II w Siedlcach. Koncertu wysłuchało ponad 7 tysięcy słuchaczy. W listopadzie 2009 w Siedlcach Chór Miasta Siedlce wraz z Orkiestrą Symfoniczną Filharmonii Świętokrzyskiej wykonał Gloria D, RV 589 Antonia Vivaldiego oraz Alleluja z Oratorium Mesjasz Georga Friedricha Händla. W marcu 2010 zespół zainaugurował obchody Roku Chopinowskiego. W maju 2010 roku Chór Miasta Siedlce wspólnie z Orkiestrą Symfoniczną Filharmonii Świętokrzyskiej wzięli udział w koncercie kończącym V Jarmark Świętokrzyski w Kielcach oraz 600. rocznicę bitwy pod Grunwaldem. W maju 2010 chór wystąpił podczas koncertu Najpiękniejsze Siedleckie, który odbył się w Siedlcach i transmitowany był przez TVP Warszawa. W listopadzie 2010 roku Chór Miasta Siedlce i Orkiestra Symfoniczna Filharmonii Świętokrzyskiej wykonali w Kielcach, Krakowie i Siedlcach Requiem Giuseppe Verdiego. W kwietniu 2011 roku Chór Miasta Siedlce i Orkiestra Symfoniczna Filharmonii Świętokrzyskiej wykonali w Siedlcach Requiem Wolfganga Amadeusa Mozarta. W 2011 roku Chór Miasta Siedlce kilkukrotnie wykonywał Herbertorium – m.in. w Warszawie i Gdyni. W październiku 2011 roku miała miejsce premiera spektaklu Śpiewnik Papieski, gdzie siedleccy chórzyści wspólnie z Teatrem Es śpiewają utwory do słów Karola Wojtyły i muzyki Waldemara Koperkiewicza. W styczniu 2012 roku wspólnie z Teatrem Es i Orkiestrą Symfoniczną Miasta Siedlce wystąpił w koncercie Teatr Es – Symfonicznie. W kwietniu 2012 roku kilkukrotnie Chór Miasta Siedlce wykonał dzieło Stabat Mater G.B. Pergolesiego. W kwietniu 2013 roku chórzyści wzięli na warsztat Magnificat J.S. Bacha. W październiku 2013 roku Chór Miasta Siedlce zdobył drugie miejsce w kategorii „Chóry Kameralne” na IX Warszawskim Międzynarodowym Festiwalu Chóralnym „Varsovia Cantat”.
Zespół występuje w całym kraju oraz za granicą intensywnie koncertując w Niemczech (sierpień 2001 roku, październik 2002 roku, wrzesień 2004 roku, grudzień 2004 roku i wrzesień 2007), Włoszech (grudzień 2004 roku i styczeń 2005 roku), Francji (wrzesień 2006 roku, maj 2012 roku, maj 2013 roku), Austrii (październik 2002 roku i maj 2008 roku), Słowacji (sierpień 2003 roku, sierpień 2004 roku, sierpień 2006 roku, sierpień 2007 roku, maj 2008 roku, sierpień 2013), Ukrainie (wrzesień 2003 roku, czerwiec 2013 roku), Białorusi (lipiec 2009 roku) i Litwie (listopad 2009 roku).
W grudniu 2003 roku Chór Miasta Siedlce nagrał i wydał pierwszą płytę Puer Natus Est Nobis, na której znalazły się najpiękniejsze polskie kolędy i pastorałki. Płyta ta zadedykowana była Ojcu Świętemu Janowi Pawłowi II. Podczas audiencji generalnej w grudniu 2004 roku chór wręczył płytę Papieżowi oraz wykonał kilkuminutowy koncert przed Janem Pawłem II. W 2009 roku nastąpiła reedycja płyty. W 2009 roku zespół wspólnie z Teatrem Es nagrał płytę z muzyką do spektaklu Herbertorium (poezja Zbigniewa Herberta do muzyki Waldemara Koperkiewicza). W 2011 roku Chór Miasta Siedlce nagrał kolejną płytę z Teatrem Es – Śpiewnik Papieski (poezja Karola Wojtyły do muzyki Waldemara Koperkiewicza).